# Roelof Jan Dam
Roelof Jan Dam (Barneveld, 18 november 1896 – Assen, 10 april 1945) was een Nederlands verzetsleider tijdens de Tweede Wereldoorlog.

## Studie
Dam studeerde in 1922 af en was toen al twee jaar docent klassieke talen aan het gereformeerde gymnasium in Kampen. Van 1925-1930 gaf hij les op het christelijke lyceum in Zutphen, waarna hij weer terugkeerde naar Kampen als rector. Dat jaar behaalde hij cum laude zijn doctorsgraad aan de rijksuniversiteit in Utrecht.

## Calvinist in hart en nieren
Dam was zeer calvinistisch en rechtlijnig. Hij was ouderling van de gereformeerde kerk in Kampen. Hij was het eens met Klaas Schilder en volgde hem in de Vrijmaking in augustus 1944.

## Verzetsleider
Tijdens de Tweede Wereldoorlog werd Dam in 1941 actief voor de ondergrondse Anti-Revolutionaire Partij (ARP), vaak ook de Politieke Organisatie (PO) genoemd. Hij leidde in Overijssel regelmatig politieke bijeenkomsten. Hij werkte voor de Landelijke Organisatie voor Hulp aan Onderduikers en de Landelijke Knokploegen. Zijn schuilnaam was Dr Maas. In 1943 werkte Dam mee aan een Trouw-manifest De vijand heeft thans het masker volledig afgeworpen. Ook werd hij in oktober 1944 aangesteld tot redacteur van Trouw voor hun regionale edities in het Noorden en Oosten van het land. Tevens was hij betrokken bij de oprichting van de lokale verzetskrant in Kampen onder de naam Strijdend Nederland. In maart 1945 werd hij op straat bij toeval gearresteerd. Tijdens zijn verhoor bemachtigde hij een revolver van een SD'er. Hij raakte gewond, de kogel werd in het Academisch Ziekenhuis te Groningen verwijderd, waarna de SD hem terugbracht naar Assen. Op 10 april 1945, net voor de bevrijding van de stad, werd hij samen met tien anderen, in het Asserbos bij Assen gefusilleerd. Een van de SD'ers die aanwezig waren, was Klaas Carel Faber.
Dam ligt begraven op de Algemene Begraafplaats in IJsselmuiden. In 1946 werd hij postuum onderscheiden met het Verzetskruis. Zijn weduwe nam deze in ontvangst. Zijn naam staat vermeld op de Erelijst van Gevallenen 1940-1945.

## Onderscheiding

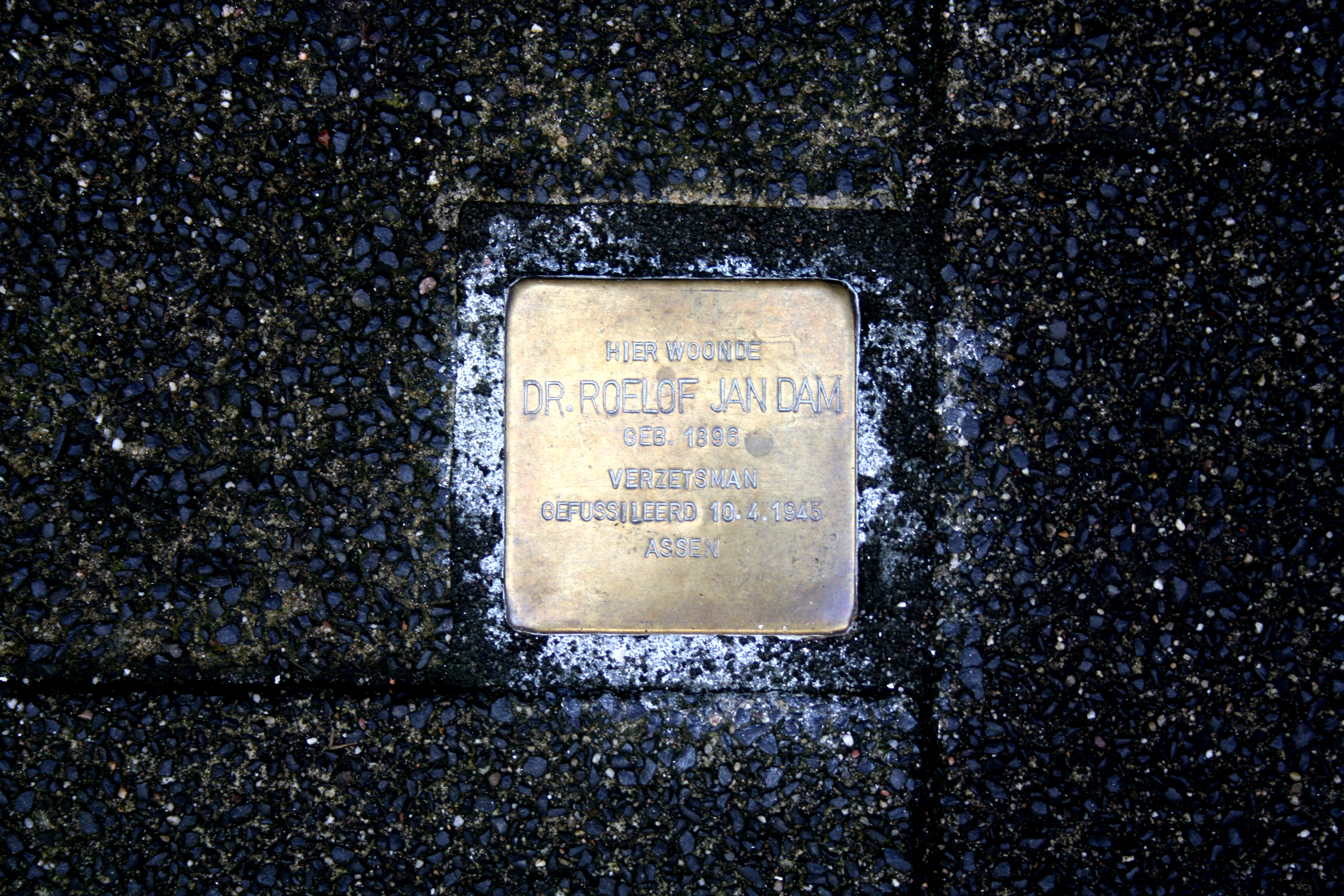
Stolpersteine Roelof Jan Dam in Kampen

- Verzetskruis (KB Nr. 17, 7 mei 1946)[4]
- Op 21 april 2011 werd voor zijn woonhuis aan de Broederweg te Kampen een Stolperstein geplaatst.

## Publicaties
- Stoa en litteratuur in het licht der Schrift, 1949, (monografie)
- Karakter en functie van het leelijke naar Augustinus' De Ordine, 1941, (artikel)